# 1262
Il 1262 (MCCLXII in numeri romani) è un anno  del XIII secolo.

## Eventi
- 6 aprile Papa Urbano IV emette la scomunica contro l'erede di Federico II, Manfredi di Sicilia.

## Nati
- 6 maggio - John Hastings, I barone Hastings, nobile inglese († 1313)
- 2 luglio - Arturo II di Bretagna, nobile († 1312)
- 5 agosto - Ladislao IV d'Ungheria, sovrano ungherese († 1290)
- Chupan, generale mongolo († 1327)
- Bartolomeo da San Concordio, scrittore e aforista italiano († 1347)
- Berengario di Landorra, religioso e arcivescovo cattolico francese († 1330)
- Guan Daosheng, pittrice e poetessa cinese († 1319)
- Manfredo IV di Saluzzo, marchese italiano († 1340)
- Al-Ashraf Khalil, sultano turco († 1293)
- Giovanni di Castiglia, principe († 1319)

## Morti
- 1º gennaio - Buonfiglio dei Monaldi, religioso e santo italiano
- 1º marzo - Riccardo di Montecassino, cardinale italiano
- 12 aprile - Roberto II delfino d'Alvernia, nobile francese
- 23 aprile - Egidio d'Assisi, francescano italiano
- 14 luglio - Riccardo di Clare, VI conte di Gloucester, nobile britannico (n. 1222)
- 1º settembre - Giuliana di Collalto, monaca cristiana italiana
- Tegghiaio Aldobrandi, politico italiano
- Costantino di Barbaron, nobile armeno
- Beatrice II d'Este, nobildonna italiana
- Filippo, vescovo cattolico italiano
- María Guillén de Guzmán, nobile spagnola (n. 1205)
- Abu Ali Hasan al-Marrakushi, astronomo marocchino
- Kamal al-Din ibn al-Adim, storico siriano (n. 1192)
- Rostislav Michajlovič, nobile russo
- Nicolò, vescovo cattolico italiano
- Cristina di Norvegia, nobile norvegese (n. 1234)
- Sancha d'Aragona, principessa (n. 1246)
- Angelo Sanudo, condottiero latino
- Matilde II di Borbone, contessa (n. 1234)

## Calendario
| Calendario 1262 | Calendario 1262 | Calendario 1262 | Calendario 1262 | Calendario 1262 | Calendario 1262 | Calendario 1262 | Calendario 1262 | Calendario 1262 | Calendario 1262 | Calendario 1262 | Calendario 1262 | Calendario 1262 | Calendario 1262 | Calendario 1262 | Calendario 1262 | Calendario 1262 | Calendario 1262 | Calendario 1262 | Calendario 1262 | Calendario 1262 | Calendario 1262 | Calendario 1262 | Calendario 1262 | Calendario 1262 | Calendario 1262 | Calendario 1262 | Calendario 1262 | Calendario 1262 | Calendario 1262 | Calendario 1262 | Calendario 1262 | Calendario 1262 |
| --------------- | --------------- | --------------- | --------------- | --------------- | --------------- | --------------- | --------------- | --------------- | --------------- | --------------- | --------------- | --------------- | --------------- | --------------- | --------------- | --------------- | --------------- | --------------- | --------------- | --------------- | --------------- | --------------- | --------------- | --------------- | --------------- | --------------- | --------------- | --------------- | --------------- | --------------- | --------------- | --------------- |
|                 | 1               | 2               | 3               | 4               | 5               | 6               | 7               | 8               | 9               | 10              | 11              | 12              | 13              | 14              | 15              | 16              | 17              | 18              | 19              | 20              | 21              | 22              | 23              | 24              | 25              | 26              | 27              | 28              | 29              | 30              | 31              |                 |
| Gennaio         | Do              | Lu              | Ma              | Me              | Gi              | Ve              | Sa              | Do              | Lu              | Ma              | Me              | Gi              | Ve              | Sa              | Do              | Lu              | Ma              | Me              | Gi              | Ve              | Sa              | Do              | Lu              | Ma              | Me              | Gi              | Ve              | Sa              | Do              | Lu              | Ma              |                 |
| Febbraio        | Me              | Gi              | Ve              | Sa              | Do              | Lu              | Ma              | Me              | Gi              | Ve              | Sa              | Do              | Lu              | Ma              | Me              | Gi              | Ve              | Sa              | Do              | Lu              | Ma              | Me              | Gi              | Ve              | Sa              | Do              | Lu              | Ma              |                 |                 |                 |                 |
| Marzo           | Me              | Gi              | Ve              | Sa              | Do              | Lu              | Ma              | Me              | Gi              | Ve              | Sa              | Do              | Lu              | Ma              | Me              | Gi              | Ve              | Sa              | Do              | Lu              | Ma              | Me              | Gi              | Ve              | Sa              | Do              | Lu              | Ma              | Me              | Gi              | Ve              |                 |
| Aprile          | Sa              | Do              | Lu              | Ma              | Me              | Gi              | Ve              | Sa              | Do              | Lu              | Ma              | Me              | Gi              | Ve              | Sa              | Do              | Lu              | Ma              | Me              | Gi              | Ve              | Sa              | Do              | Lu              | Ma              | Me              | Gi              | Ve              | Sa              | Do              |                 |                 |
| Maggio          | Lu              | Ma              | Me              | Gi              | Ve              | Sa              | Do              | Lu              | Ma              | Me              | Gi              | Ve              | Sa              | Do              | Lu              | Ma              | Me              | Gi              | Ve              | Sa              | Do              | Lu              | Ma              | Me              | Gi              | Ve              | Sa              | Do              | Lu              | Ma              | Me              |                 |
| Giugno          | Gi              | Ve              | Sa              | Do              | Lu              | Ma              | Me              | Gi              | Ve              | Sa              | Do              | Lu              | Ma              | Me              | Gi              | Ve              | Sa              | Do              | Lu              | Ma              | Me              | Gi              | Ve              | Sa              | Do              | Lu              | Ma              | Me              | Gi              | Ve              |                 |                 |
| Luglio          | Sa              | Do              | Lu              | Ma              | Me              | Gi              | Ve              | Sa              | Do              | Lu              | Ma              | Me              | Gi              | Ve              | Sa              | Do              | Lu              | Ma              | Me              | Gi              | Ve              | Sa              | Do              | Lu              | Ma              | Me              | Gi              | Ve              | Sa              | Do              | Lu              |                 |
| Agosto          | Ma              | Me              | Gi              | Ve              | Sa              | Do              | Lu              | Ma              | Me              | Gi              | Ve              | Sa              | Do              | Lu              | Ma              | Me              | Gi              | Ve              | Sa              | Do              | Lu              | Ma              | Me              | Gi              | Ve              | Sa              | Do              | Lu              | Ma              | Me              | Gi              |                 |
| Settembre       | Ve              | Sa              | Do              | Lu              | Ma              | Me              | Gi              | Ve              | Sa              | Do              | Lu              | Ma              | Me              | Gi              | Ve              | Sa              | Do              | Lu              | Ma              | Me              | Gi              | Ve              | Sa              | Do              | Lu              | Ma              | Me              | Gi              | Ve              | Sa              |                 |                 |
| Ottobre         | Do              | Lu              | Ma              | Me              | Gi              | Ve              | Sa              | Do              | Lu              | Ma              | Me              | Gi              | Ve              | Sa              | Do              | Lu              | Ma              | Me              | Gi              | Ve              | Sa              | Do              | Lu              | Ma              | Me              | Gi              | Ve              | Sa              | Do              | Lu              | Ma              |                 |
| Novembre        | Me              | Gi              | Ve              | Sa              | Do              | Lu              | Ma              | Me              | Gi              | Ve              | Sa              | Do              | Lu              | Ma              | Me              | Gi              | Ve              | Sa              | Do              | Lu              | Ma              | Me              | Gi              | Ve              | Sa              | Do              | Lu              | Ma              | Me              | Gi              |                 |                 |
| Dicembre        | Ve              | Sa              | Do              | Lu              | Ma              | Me              | Gi              | Ve              | Sa              | Do              | Lu              | Ma              | Me              | Gi              | Ve              | Sa              | Do              | Lu              | Ma              | Me              | Gi              | Ve              | Sa              | Do              | Lu              | Ma              | Me              | Gi              | Ve              | Sa              | Do              |                 |